# Medelpads runinskrifter 18
Runinskrift M 18 är en runsten vid Timrå kyrka i Timrå socken och Sundsvalls kommun i Medelpad.
Enligt Johannes Bureus som avbildade stenen år 1600 satt den då i "Timbrådh kyrkedörr".

## Inskriften
Translitterering: ... þinsa oiiuarufþ krimst aisaiuuþ iauoatinoti